# Григгс, Арт
Артур Карл Григгс (англ. Arthur Carle Griggs, 10 декабря 1883, Топика, Канзас — 19 декабря 1938, Лос-Анджелес, Калифорния) — американский бейсболист, игрок первой базы. Выступал за ряд клубов Главной лиги бейсбола и Федеральной лиги.

## Биография
Артур Григгс родился 10 декабря 1883 года в Топике в штате Канзас. Он был третьим из четырёх детей в семье владельца скобяной лавки Финеаса и его супруги Аннетт. После окончания школы Артур сменил несколько учебных заведений, играл в студенческих бейсбольных и футбольных командах. Последним местом его учёбы был Западный пенсильванский университет. В 1904 и 1905 годах он играл в бейсбол за команду из Элсворта.
Профессиональную карьеру Григгс начал в 1906 году в качестве питчера, сыграв два матча за «Литл-Рок Трэвелерс» и одиннадцать игр за «Лейк-Чарлз Креолс». Выступления оказались неудачными и он переквалифицировался в отбивающего. Следующие два года Арт провёл в Техасской лиге, играя за «Шривпорт Пайрэтс» и «Сан-Антонио Бронкос». Местная пресса характеризовала его как самого универсального бейсболиста в Техасе. В 1908 году вместе с «Бронкос» он выиграл чемпионский титул и получил приглашение в «Сент-Луис Браунс».
Весной 1909 года на сборах Григгс произвёл благоприятное впечатление на главного тренера «Браунс» Джимми Макалира. В мае травмы получили два ветерана команды и Арт закрепился в основном составе, выходя на позициях игрока первой базы и аутфилдера. Его показатель отбивания по итогам года составил 28,0 %. Развить успех ему не удалось. В 1910 году атакующая эффективность Григгса снизилась и после окончания чемпионата «Браунс» обменяли его в «Кливленд Нэпс».
Карьера в «Кливленде» у Арта не задалась. Весной он получил травму спины и на поле выходил редко. В августе его перевели в фарм-клуб «Толидо Мад Хенс», игравший в турнире Американской Ассоциации. К началу сезона 1912 года Григгс восстановился, а хорошее начало позволило ему вернуться в основной состав «Нэпс». К середине августа он был третьим отбивающим команды с показателем эффективности 31,3 %. Затем Арт травмировал ногу и его место занял Док Джонстон, который был моложе и агрессивнее. В межсезонье «Нэпс» обменяли Григгса в «Монреаль Роялс». В июне 1913 года он сломал ногу при попытке добраться до базы и завершил сезон досрочно.
Следующие два сезона Арт провёл в составе «Бруклин Тип-Топс» из Федеральной лиги. Тренеры задействовали его на первой базе и как пинч-хиттера. Здесь ему тоже не удалось избежать травм: 15 августа 1914 года Григгс в столкновении с Делосом Дрейком получил травму голеностопа, вывихнул плечо и локоть. В результате по ходу второго сезона в команде он появлялся на поле от случая к случаю. После окончания чемпионата 1915 года Федеральная лига прекратила свою деятельность. Арт, в надежде продолжить карьеру, уехал в Калифорнию.
По действовавшим в организованном бейсболе правилам, права на Григгса по-прежнему принадлежали «Монреалю». В 1916 году его обменяли в «Вернон Тайгерс» из Лиги тихоокеанского побережья, владелец которых Эдди Майер был поклонником таланта игрока. Сезон Арт завершил с показателем отбивания 27,5 %. Летом 1917 года он перешёл в «Портленд Биверс». Этот чемпионат он закончил на шестом месте среди лучших бьющих лиги. В межсезонье команда переехала в Сакраменто и сменила название на «Сенаторз». В регулярном чемпионате 1918 года Григгс отбивал с показателем 37,8 %. Газета San Francisco Chronicle называла его «королём лиги». После окончания турнира Лиги тихоокеанского побережья он присоединился к «Детройт Тайгерс» и провёл месяц в Главной лиге бейсбола, заменив в составе команды призванного в армию Харри Хейлманна.
Дальнейшая его карьера прошла в командах младших лиг. Григгс снова играл за «Сакраменто Сенаторз», «Омаху Баффалос» и «Сиэтл Индианс». С 1920 по 1923 год он выступал в составе «Лос-Анджелес Энджелс», выиграл чемпионат Лиги тихоокеанского побережья сезона 1921 года.
В 1927 году Арт стал совладельцем и президентом «Уичито Ларкс», позднее переименованных в «Авиэйторс». В течение четырёх лет он также был тренером команды, в 1930 году привёл её к победе в чемпионате Западной лиги. В 1932 году Григгс из-за плохой посещаемости матчей перевёз команду в Талсу, переименовав её в Ойлерз. На новом месте команда выиграла чемпионаты Западной лиги 1932 года и Техасской лиги 1936 года.
В последние годы жизни Григгс страдал от лимфомы Ходжкина. Болезнь стала причиной его смерти 19 декабря 1938 года. Через два года его посмертно избрали в Зал бейсбольной славы Канзаса.